# Melaleuca arcana
Melaleuca arcana är en myrtenväxtart som beskrevs av Stanley Thatcher Blake. Melaleuca arcana ingår i släktet Melaleuca och familjen myrtenväxter. Inga underarter finns listade i Catalogue of Life.